# 蕭鋒 (少將)
蕭锋（1916年2月7日—1991年2月3日），曾用名蕭忠謂，江西泰和人，中華人民共和國軍事人物。軍銜為少將。中國共產黨黨員。
1927年，蕭锋加入泰和縣紅色游擊隊，同年加入中國共產主義青年團。1928年加入中國工農紅軍。1930年加入中國共產黨。歷任中国工农红军第一军团第一師第三團總支書記等職務，參與中央蘇區反圍剿戰爭和長征。1949年3月，擔任中國人民解放軍第三野戰軍第二十八軍副軍長。第二次國共內戰期間，蕭锋參與過萊蕪戰役、孟良崮戰役、濟南戰役、淮海戰役、渡江戰役、上海戰役、福州戰役和古寧頭戰役。
中華人民共和國成立後，歷任华东军区特种兵纵队副司令员（副军职）、华东军区装甲兵副司令员（副军职），（驻北京长辛店）装甲兵第一战车编练基地司令员（副军级高配正师职）、（驻北京长辛店）解放军第三坦克学校校长（副军级高配正师职）。1957年调任北京军区装甲兵副司令员（副军职）、北装顾问。
1955年被授予大校军衔。1961年晋升少將軍銜。1991年2月3日在北京去世，著有《長征日記》、《十年百戰親歷記》。